# S/S Nya Upsala (1855)
S/S Nya Upsala levererades 1855 från Motala varv i Norrköping till ett rederibolag i Jönköping. Hon bar då namnet Föreningen fram till 1857, 1857–1880 hette hon Wästerås, 1880–1945 hette hon Nya Upsala, 1945–1949 OK1, 1949–1950 Elvan, 1950–1967 Caddy.
Fartyget var utrustat med en tvåcylindrig trunkångmaskin (maskin nr 121) om 30 nom hk tillverkad vid Motala Verkstad i Motala. Den gav fartyget en fart av 9,5 knop.
Passagerarkapacitet (ursprungligen) 20 passagerare.

## Historik
- 27 oktober 1855 – Fartyget avgick från varvet i Norrköping mot sin hemmahamn Jönköping. Befälhavare ombord var kapten Wennerberg. Kontrakterad byggkostnad var 54 795 riksdaler riksmynt. Fartyget sattes i trafik på traden Jönköping–Göteborg under namnet Föreningen.
- 1857 – Fartyget köptes av Westerås Ångfartygsbolag i Västerås för 60 000 riksdaler. Hon döptes om till Westerås och sattes in på traden Västerås–Stockholm.
- 1877 – Fartyget moderniserades och rustades upp vid Bergsunds Mekaniska Verkstad i Stockholm. Ny överbyggnad och nya sovhytter byggdes. Ny ångmaskin om 160 ind hk och ny ångpanna installerades.
- 1879 – Fartyget var upplagt.
- 5 maj 1880 – Fartyget köptes av H W Söderman i Uppsala för 33 000 kr. Det döptes om till Nya Upsala.
- 10 maj 1880 – Fartyget ankom till Uppsala.
- 23 juni 1880 – Fartyget gjorde sin första resa på sin nya trad Uppsala–Stockholm.
- 15 juni 1881 – H W Söderman startade Ångfartygs AB Nya Upsala tillsammans med F Westerdahl, C A Axéll och Robert Schumburg.
- 1882 – Fartyget trafikerade Stockholm–Linköping.
- 1883 – Traden Uppsala–Stockholm återupptogs.
- 1884 – Fartyget byggdes om och moderniserades. En överbyggnad byggdes akterut.
- 25 november 1884 – Fartyget fick propellerhaveri i tjock is vid Erikssund under färd från Stockholm till Uppsala. Det bogserades av Fyris mot Uppsala men vid Ultuna fick även Fyris propellerhaveri. Båda fartygen låg kvar vid Ultuna över vintern.
- Juli 1886 – Fartyget körde med hög fart in i ångbåtsbryggan vid Sigtuna. Bryggan skadades allvarligt.
- 1899 – Fartyget köptes av Ångfartygs AB Garibaldi i Uppsala.
- 9 september 1912 – Fartyget kolliderade med den tyska lastångaren Alexandra utanför Blockhusudden i Stockholm under färd mot Lilla Värtan. Det tyska fartygets stäv trängde in i Nya Upsalas förliga lastrum och orsakade ett stort hål i skrovet. Vatten trängde in och kapten M A Settergren körde upp på land för att förhindra att fartyget skulle sjunka. Vid sammanstötningen föll styrman ner från bryggan och skadades svårt.  	Kokerskan som vistades i köket klämdes fast och fick huggas loss.
- 13 september 1912 – Fartyget drogs loss och bogserades till Ekensbergs varv för reparation.
- 29 oktober 1912 – Fartyget var åter i trafik.
- 1920 – Fartyget byggdes om till lastfartyg vid Gåshaga varv i Lidingö.
- 1 februari 1926 – Fartyget köptes av Trafik AB Mälaren-Hjelmaren tillsammans med övriga Ångfartygs AB Garibaldis fartyg liksom Ossian Olossons och Uppsala Valskvarns fartyg Bertil och Signe då företaget tar över ångbåtstrafiken Stockholm–Uppsala.[1] för 30 000 kr.
- 30 juni 1932 – Fartyget köptes av AB Insjötrafik i Stockholm då företaget tar över ångbåtstrafiken Stockholm–Uppsala för 35 000 kr.
- 1939 – Fartyget hyrdes ut till försvaret under andra världskriget som transportfartyg.[2]
- 8 augusti 1945 – Fartyget köptes av direktör Walter Larsson vid Göteborgs Mekaniska Verkstad i Göteborg. Kostnad 16 000 kr.
- 22 augusti 1945 – Fartyget köptes av Rederi AB Stjärnan i Göteborg för 24 250 kr. Hon byggdes om till tankmotorfartyg vid Ideals Motorfabrik i Göteborg. Det döptes om till OK 1.
- 3 januari 1949 – Fartyget köptes av AB Otaria i Stockholm för 250 000 kr. Det döptes om till Elvan.
- April 1950 – Fartyget döptes om till Caddy.
- 1953 – Fartyget byggdes om. Lastkapaciteten ökades genom att däcket höjdes.
- 1954 – Ny huvudmaskin, en 2-cylindrig Skandia diesel, om 210 hk installerades.
- Juni 1955 – Fartyget köptes av Gösta Notén.
- 1 april 1959 – Fartyget köptes av pr Karl Höglund i Donsö för 195 000 kr.
- 5 februari 1963 – Fartyget köptes av pr Torsten Henricson i Göteborg.
- November 1966 – Fartyget köptes av pr Karl-Johan Karlsson i Vrångö.
- 9 september 1967 – Fartyget gick på grund och sjönk vid Vinö i Misterhultsskärgården i hårt väder under resa mellan Stockholm och Färjestaden med last av bensin. De fyra besättningsmännen ombord räddades av helikopter från flygets räddningstjänst i Visby.